# Live at River Plate
Live at River Plate – film koncertowy dokumentujący trasę australijskiego zespołu AC/DC Black Ice World Tour. Koncert został nagrany podczas trzech koncertów, które odbyły się w grudniu 2009 roku Na stadionie zespołu River Plate FC w Buenos Aires. Reżyserem filmu jest David Mallet, a producentem Rocky Oldham.
Koncert został nagrany z użyciem 32 kamer nagrywających w jakości HD dzięki HD Labs and Serpent Productions.

## Realizacja i promocja
Live at River Plate zostało premierowo wydane na DVD i Blu-ray dnia 10 maja 2011 roku. Ponadto płyta zawiera dodatkowe materiały takie jak wywiady z członkami zespołu, personelem technicznym koncertu i fanami.
13 kwietnia 2011 w Teatro de Colegiales w Buenos Aires odbył się Avant Premiere DVD, w którym uczestniczyło 750 fanów oraz 250 zaproszonych gości. 6 maja 2011 roku odbyło się kolejne Avant Premiere mające miejsce w Hammersmith Apollo w Londynie przy udziale całego zespołu i fanów.
15 kwietnia 2011 pojawił się klip promujący koncert z utworem Thunderstruck.
Film w Polsce uzyskał certyfikat złotej płyty DVD.

## Lista utworów
1. „Rock 'n Roll Train” (A. Young, M. Young) 0:00:00
2. „Hell Ain't a Bad Place to Be” 0:04:41
3. „Back in Black” (A. Young, M. Young, Brian Johnson) 0:09:08
4. „Big Jack” (A. Young, M. Young) 0:13:22
5. „Dirty Deeds Done Dirt Cheap” 0:17:29
6. „Shot Down in Flames” 0:22:27
7. „Thunderstruck” (A. Young, M. Young) 0:26:14
8. „Black Ice” (A. Young, M. Young) 0:31:46
9. „The Jack” 0:35:29
10. „Hells Bells” (A. Young, M. Young, Johnson) 0:45:40
11. „Shoot to Thrill” (A. Young, M. Young, Johnson) 0:51:17
12. „War Machine” (A. Young, M. Young) 0:57:12
13. „Dog Eat Dog” 1:00:51
14. „You Shook Me All Night Long” (A. Young, M. Young, Johnson) 1:06:00
15. „T.N.T.” 1:10:01
16. „Whole Lotta Rosie” 1:13:58
17. „Let There Be Rock” 1:19:55
18. „Highway to Hell” 1:38:00
19. „For Those About to Rock (We Salute You)” (A. Young, M. Young, Johnson) 1:42:43

## Wykonawcy

### AC/DC
- Brian Johnson – wokal
- Angus Young – gitara prowadząca
- Malcolm Young – gitara rytmiczna
- Cliff Williams – gitara basowa
- Phil Rudd – perkusja

## Produkcja
- David Mallet – reżyseria
- Rocky Oldham – produkcja